# Список святих, канонізованих Папою Франциском
Стаття містить список 911 святих, канонізованих під час понтифікату Папи Франциска (2013 —).
| No. | Святий                              | Дата канонізації  | Місце канонізації            |
| --- | ----------------------------------- | ----------------- | ---------------------------- |
| 1.  | Антоніо Прімальдо і 812 товаришів   | 12 травня 2013    | Площа святого Петра, Ватикан |
| 2.  | Лаура від святої Катерини Сієнської | 12 травня 2013    | Площа святого Петра, Ватикан |
| 3.  | Марія Ґвадалупе Ґарсія Савала       | 12 травня 2013    | Площа святого Петра, Ватикан |
| 4.  | Анджела з Фоліньйо                  | 9 жовтня 2013     | Апостольський палац, Ватикан |
| 5.  | П'єр Фавр                           | 17 грудня 2013    | Апостольський палац, Ватикан |
| 6.  | Жозе де Аншієта                     | 3 квітня 2014     | Апостольський палац, Ватикан |
| 7.  | Марія від Воплочення                | 3 квітня 2014     | Апостольський палац, Ватикан |
| 8.  | Франсуа де Лаваль                   | 3 квітня 2014     | Апостольський палац, Ватикан |
| 9.  | Іван XXIII                          | 27 квітня 2014    | Площа святого Петра, Ватикан |
| 10. | Іван Павло II                       | 27 квітня 2014    | Площа святого Петра, Ватикан |
| 11. | Куриакос Еліас Шавара               | 23 листопада 2014 | Площа святого Петра, Ватикан |
| 12. | Нікола Саджо                        | 23 листопада 2014 | Площа святого Петра, Ватикан |
| 13. | Еуфразія Елюватингаль               | 23 листопада 2014 | Площа святого Петра, Ватикан |
| 14. | Джованні Антоніо Фаріна             | 23 листопада 2014 | Площа святого Петра, Ватикан |
| 15. | Людовіко да Казоріа                 | 23 листопада 2014 | Площа святого Петра, Ватикан |
| 16. | Амато Ронконі                       | 23 листопада 2014 | Площа святого Петра, Ватикан |
| 17. | Йосиф Ваз                           | 14 січня 2015     | Коломбо, Шрі-Ланка           |
| 18. | Жанна-Емілія де Вільнев             | 17 травня 2015    | Площа святого Петра, Ватикан |
| 19. | Марія Крістіна Брандо               | 17 травня 2015    | Площа святого Петра, Ватикан |
| 20. | Маріам Бауарді                      | 17 травня 2015    | Площа святого Петра, Ватикан |
| 21. | Марі-Альфонсін Даніл Гаттас         | 17 травня 2015    | Площа святого Петра, Ватикан |
| 22. | Хуніперо Серра                      | 23 вересня 2015   | Вашингтон, США               |
| 23. | Луї Мартен                          | 18 жовтня 2015    | Площа святого Петра, Ватикан |
| 24. | Марі-Зелі Мартен                    | 18 жовтня 2015    | Площа святого Петра, Ватикан |
| 25. | Вінченцо Ґроссі                     | 18 жовтня 2015    | Площа святого Петра, Ватикан |
| 26. | Марія де ла Пурісіма Сальват Ромеро | 18 жовтня 2015    | Площа святого Петра, Ватикан |
| 27. | Станіслав Папчинський               | 5 червня 2016     | Площа святого Петра, Ватикан |
| 28. | Елізабет Гессельблад                | 5 червня 2016     | Площа святого Петра, Ватикан |
| 29. | Мати Тереза                         | 4 вересня 2016    | Площа святого Петра, Ватикан |
| 30. | Хосе Габріель дель Росаріо Брошеро  | 16 жовтня 2016    | Площа святого Петра, Ватикан |
| 31. | Хосе Санчес дель Ріо                | 16 жовтня 2016    | Площа святого Петра, Ватикан |
| 32. | Мануель Ґонсалес Ґарсія             | 16 жовтня 2016    | Площа святого Петра, Ватикан |
| 33. | Єлизавета від Пресвятої Тройці      | 16 жовтня 2016    | Площа святого Петра, Ватикан |
| 34. | Альфонсо Марія Фуско                | 16 жовтня 2016    | Площа святого Петра, Ватикан |
| 35. | Людовіко Павоні                     | 16 жовтня 2016    | Площа святого Петра, Ватикан |
| 36. | Соломон Леклерк                     | 16 жовтня 2016    | Площа святого Петра, Ватикан |
| 37. | Франсишку Марту                     | 13 травня 2017    | Фатіма, Португалія           |
| 38. | Жасінта Марту                       | 13 травня 2017    | Фатіма, Португалія           |
| 39. | Мануель Мігес Гонсалес              | 15 жовтня 2017    | Площа святого Петра, Ватикан |
| 40. | Лука Антоніо Фальконе               | 15 жовтня 2017    | Площа святого Петра, Ватикан |
| 41. | Андре де Совераль і 29 товаришів    | 15 жовтня 2017    | Площа святого Петра, Ватикан |
| 42. | Крістобаль, Антоніо і Хуан          | 15 жовтня 2017    | Площа святого Петра, Ватикан |
| 43. | Павло VI                            | 14 жовтня 2018    | Площа святого Петра, Ватикан |
| 44. | Оскар Арнульфо Ромеро               | 14 жовтня 2018    | Площа святого Петра, Ватикан |
| 45. | Франческо Спінеллі                  | 14 жовтня 2018    | Площа святого Петра, Ватикан |
| 46. | Вінченцо Романо                     | 14 жовтня 2018    | Площа святого Петра, Ватикан |
| 47. | Марія Катаріна Каспер               | 14 жовтня 2018    | Площа святого Петра, Ватикан |
| 48. | Насарія Марч Меса                   | 14 жовтня 2018    | Площа святого Петра, Ватикан |
| 49. | Нунціо Сульпіціо                    | 14 жовтня 2018    | Площа святого Петра, Ватикан |
| 50. | Вартоломей з Браги                  | 5 липня 2019      | Апостольський палац, Ватикан |
| 51. | Джон Генрі Ньюмен                   | 13 жовтня 2019    | Площа святого Петра, Ватикан |
| 52. | Джузеппіна Ванніні                  | 13 жовтня 2019    | Площа святого Петра, Ватикан |
| 53. | Маріам Трезія Шірамель Манкідіян    | 13 жовтня 2019    | Площа святого Петра, Ватикан |
| 54. | Дулсе Лопес Понтес                  | 13 жовтня 2019    | Площа святого Петра, Ватикан |
| 55. | Марґаріта Бейз                      | 13 жовтня 2019    | Площа святого Петра, Ватикан |
| 56. | Марґеріта да Чітта-ді-Кастелло      | 24 квітня 2021    | Апостольський палац, Ватикан |
| 57. | Титус Брандсма                      | 15 травня 2022    | Площа святого Петра, Ватикан |
| 58. | Девасагаям Піллаі                   | 15 травня 2022    | Площа святого Петра, Ватикан |
| 59. | Сезар де Бю                         | 15 травня 2022    | Площа святого Петра, Ватикан |
| 60. | Луїджі Марія Палаццоло              | 15 травня 2022    | Площа святого Петра, Ватикан |
| 61. | Джустіно Руссолілло                 | 15 травня 2022    | Площа святого Петра, Ватикан |
| 62. | Шарль де Фуко                       | 15 травня 2022    | Площа святого Петра, Ватикан |
| 63. | Марі Рів'є                          | 15 травня 2022    | Площа святого Петра, Ватикан |
| 64. | Марія Франческа від Ісуса Рубатто   | 15 травня 2022    | Площа святого Петра, Ватикан |
| 65. | Марія від Ісуса Сантоканале         | 15 травня 2022    | Площа святого Петра, Ватикан |
| 66. | Марія Доменіка Мантовані            | 15 травня 2022    | Площа святого Петра, Ватикан |
| 67. | Джованні Баттіста Скалабріні        | 9 жовтня 2022     | Площа святого Петра, Ватикан |
| 68. | Артемідес Дзатті                    | 9 жовтня 2022     | Площа святого Петра, Ватикан |